# 가지사슬 케토산 탈수소효소 키네이스 결핍증
가지사슬 케토산 탈수소효소 키네이스 결핍증(영어: branched-chain keto acid dehydrogenase kinase deficiency)은 BCKDK 유전자의 돌연변이로 인해 발생하는 질병이다. BCKDK 결핍증(영어: BCKDK deficiency)이라고도 한다. BCKDK 결핍증 환자는 필수 아미노산의 분해가 가속화되어 체내의 가지사슬 아미노산의 수치가 낮다. 이로 인해 뇌 발달이 지연되어 지적 장애 및 자폐 스펙트럼 장애로 나타날 수 있다. 환자는 뇌전증 발작을 겪을 수 있다.

## 같이 보기
- 가지사슬 α-케토산 탈수소효소 복합체